# Prefettura di Hami
La prefettura di Hami o di Kumul (in cinese: 哈密地区, pinyin: Hāmì Dìqū; in uiguro: قۇمۇل ۋىلايىتى, Qumul Wilayiti) è una prefettura della provincia del Sinkiang, in Cina.